# Emirat Córdoba
Emirat Córdoba (arapski: إمارة قرطبة, Imārah Qurṭuba) je neovisni emirat na Pirinejskom poluotoku između 756. i 929. s Córdobom kao glavnim gradom.
Nakon Umayyadskog osvajanja Hispanije u razdoblju 711. – 718., Iberijski poluotok je osnovan kao pokrajina pod Umayyadskim kalifatom. Ovi vladari osnovali svoju prijestolnicu u Córdobi i dobio od kalifa iz Damaska titulu Wali ili emir.
Godine 756. Abd- ar- Rahmana I. Oglušio se na abasidskog kalifa u Damasku i postao neovisan emir. On je bio u bijegu već šest godina nakon što su Umayyadi izgubili položaj kalifa u Damasku godine 750. Namjere o vraćanju poziciju moć, on je porazio postojeće islamske vladare tog područja i ujedinio razne lokalne feude u emirat. Međutim, ovom prvom ujedinjenju al- Andalusa pod Abd- ar- Rahmanom još uvijek je trebalo više od 25 godina za dovršetak (Toledo, Zaragoza, Pamplona, Barcelona).
Iduće stoljeće i pol, njegovi potomci i dalje su bili emiri od Cordobe, s nominalnom kontrolom nad ostatkom al- Andalusa. U praksi, stvarna vlast je ovisila o sposobnostima pojedinog emira. Uistinu, snaga emira Abdallaha ibn Muhammeda (oko 900.), na primjer, nije se protezala izvan same Córdobe.
Po dolasku na prijestolje njegovog unuka Abd- al- Rahman III., koji ga je naslijedio godine 912 ,politički pad emirata je bio očit. Abd - al - Rahman III vrlo brzo vratio Umayyadsku moć kroz al- Andalus i produžio je također po zapadnom dijelu Sjeverne Afrike. Godine 929., kako bi nametnuo svoj autoritet i prekinuo nemire i sukobe koji su poharali Iberijski poluotok, onda je sam sebe proglasio kalifom, uzdižući emirat na poziciju prestiža, ne samo s Abasidskog kalifa u Bagdadu, već i šijitskih kalifa u Tunisu - s kojim se borio oko kontrole Sjeverne Afrike. 